# Kombinacja (biologia)

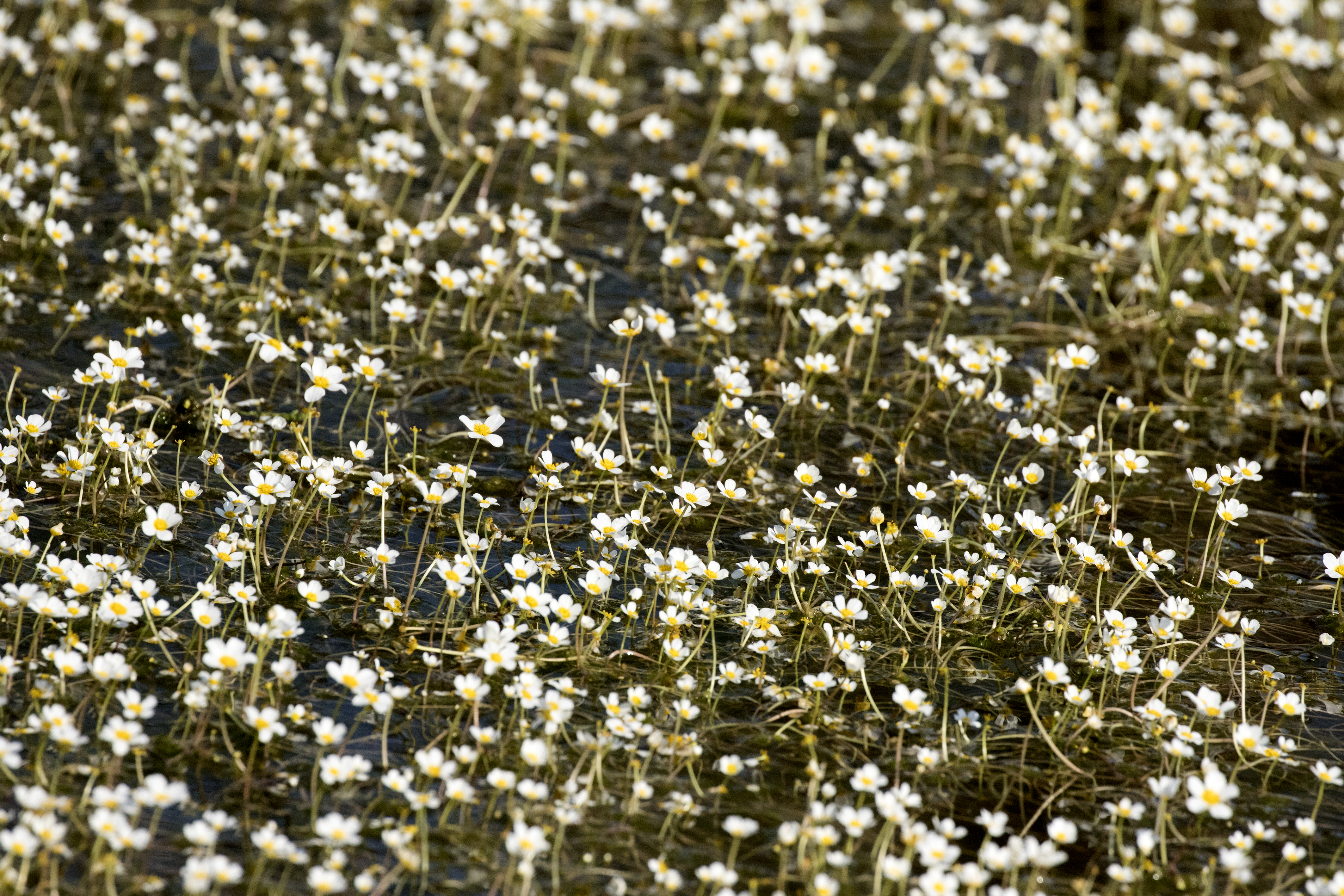
Ranunculus sphaerospermus, przedstawiciel sekcji Batrachium (Turcja, prowincja Adana)

Kombinacja (łac. combinatio) – w nomenklaturze biologicznej (przede wszystkim botanicznej) określenie formy nazwy taksonu niższego od rodzaju, która to nazwa składa się z więcej niż jednego słowa.

## Definicja pojęcia
Według zasad nomenklatury botanicznej jako kombinację określa się nazwę taksonu niższego od rodzaju, składającą się z nazwy rodzajowej oraz jednego lub dwóch epitetów. Może być to zatem nazwa:
- podrodzaju, na przykład Prunus subg. Cerasus[1];
- sekcji, na przykład Ranunculus sect. Batrachium[2];
- gatunku, na przykład Nymphaea alba[3];
- podgatunku, na przykład Ranunculus acris ssp. friesianus[4][5];
- odmiany, na przykład Cardamine pratensis var. palustris[6].

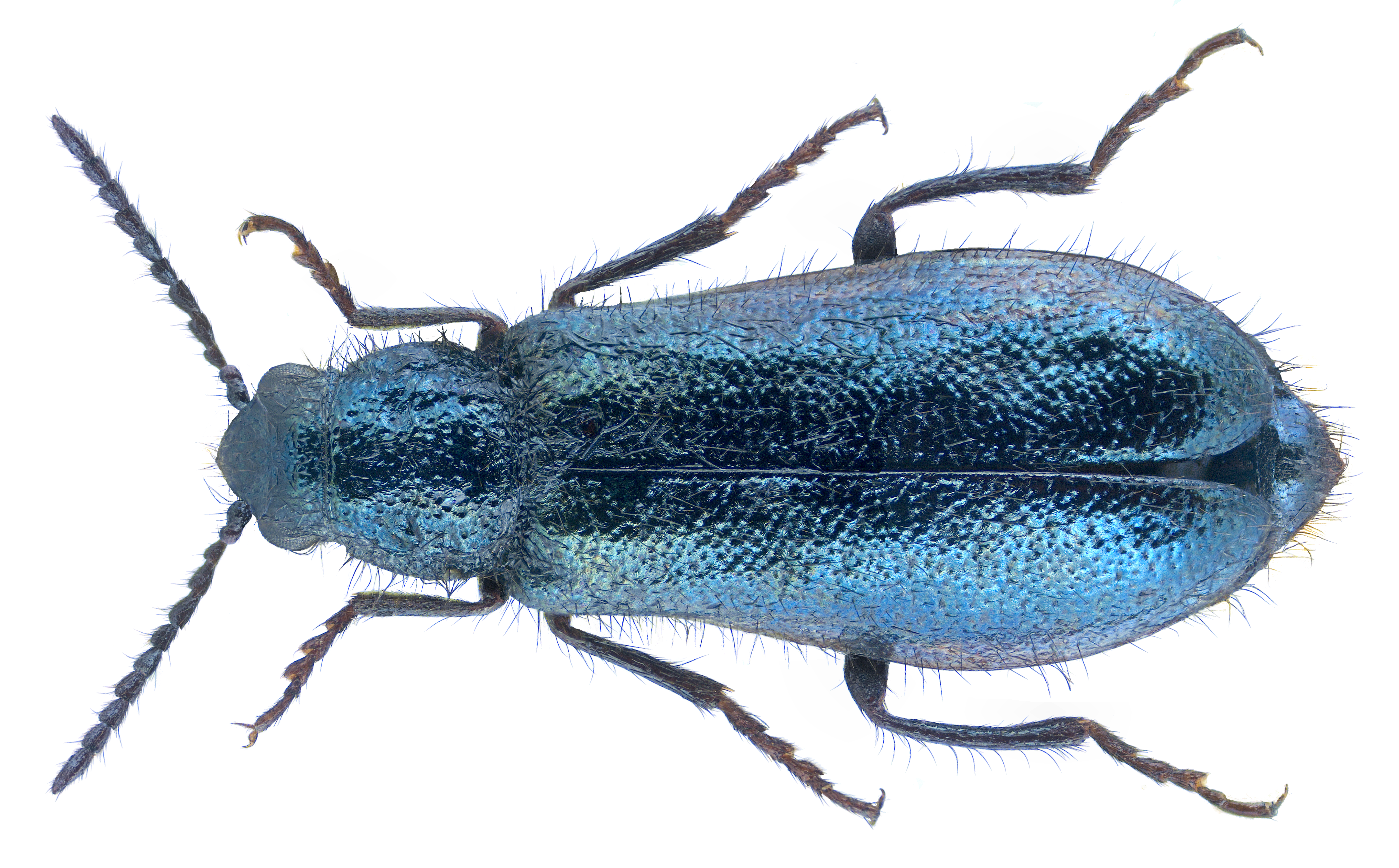
Dasytes caeruleus, chrząszcz z rodziny Dasytidae

Nazwy podrodzaju, sekcji i gatunku są binominalne (składają się z dwóch słów), nazwy podgatunku i odmiany – trinominalne (złożone z trzech słów). Odpowiednia definicja znajduje się w artykule 6.7 Międzynarodowego Kodeksu Nomenklatury glonów, grzybów i roślin (dawnego ICBN).
W nomenklaturze zoologicznej pojęcie odnosi się przede wszystkim do nazw gatunków i podgatunków, np. Dasytes caeruleus (gatunek), Carabus auronitens escheri (podgatunek), choć w zoologii używa się też kategorii podrodzaju, np. Carabus (Chaetocarabus).

## Nowe kombinacje

### Różnica między opisem nowego gatunku a wprowadzeniem nowej kombinacji
Łacińskie wyrażenie combinatio nova (w l.mn. combinationes novae, częste skróty comb. nov., comb. n.) oznacza reorganizację istniejącej nazwy naukowej (łacińskiej): istniejąca nazwa gatunku zostaje częściowo zmieniona – zachowany zostaje epitet (określenie gatunku), natomiast zmienia się nazwa rodzajowa. Nie wprowadza się natomiast nowej nazwy gatunkowej ani nie wyznacza się typu. Innym przypadkiem jest przeniesienie podgatunku z jednego gatunku do innego.

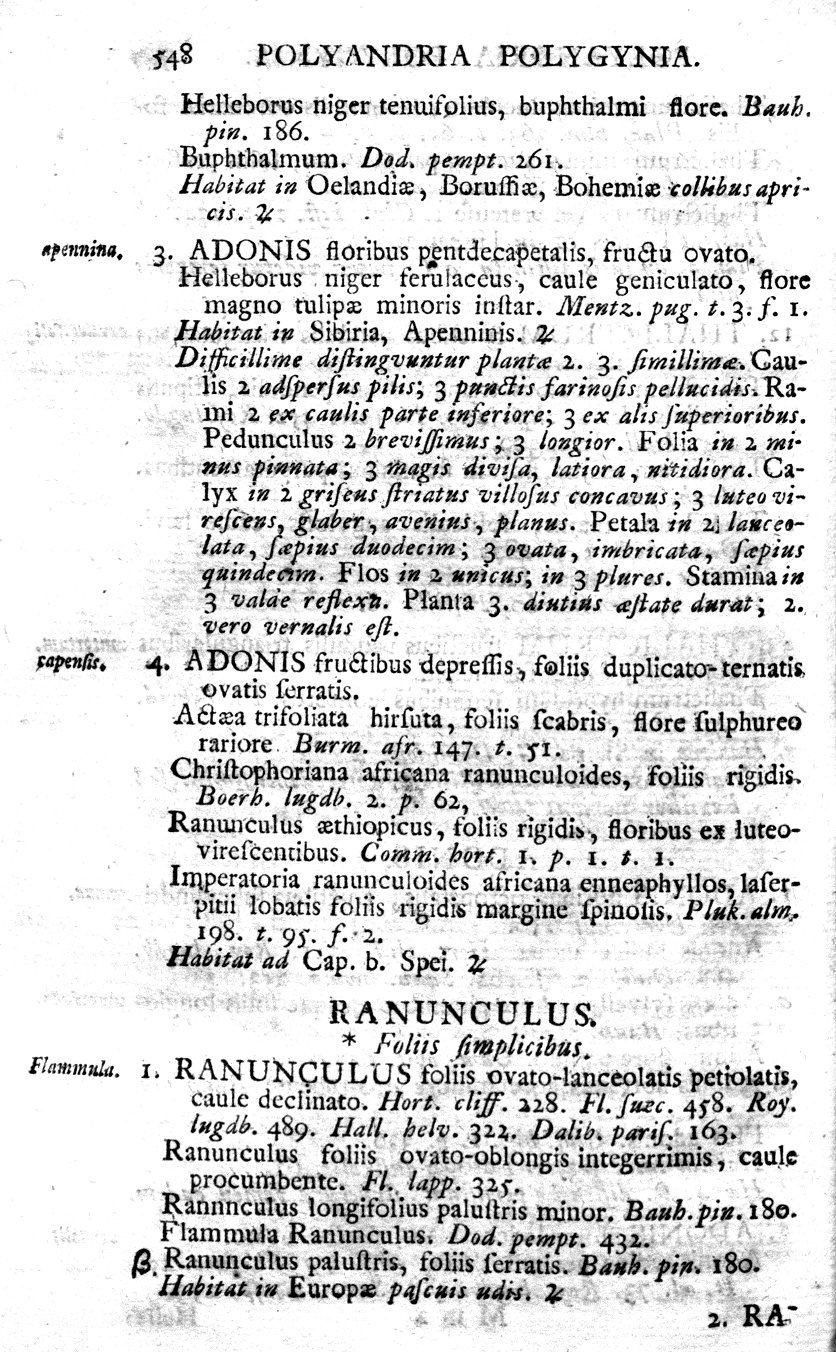
Oryginalny opis (protolog) gatunku Ranunculus flammula, zawarty w dziele Linneusza Species Plantarum z roku 1753 (strona 548)

Nierzadko z przeniesieniem gatunku do innego rodzaju lub podgatunku do innego gatunku wiąże się zmiana rangi taksonomicznej danego taksonu (podgatunek uważa się za samodzielny gatunek lub redukuje do rangi odmiany itp.): w takim przypadku mówi się o combinatio et status novus.
Przeciwieństwem przyjętej (ewentualnie nowej) kombinacji jest kombinacja, która z punktu widzenia przyjmowanego układu systematycznego jest nieaktualna: tę ostatnią określa się w języku angielskim jako superseded combination.
Od wprowadzenia nowej kombinacji należy też odróżnić dokonanie emendacji.

### Aspekt formalny
Według przepisów Międzynarodowego Kodeksu Nomenklatury glonów, grzybów i roślin ważne wprowadzenie nowej kombinacji obwarowane jest pewnymi warunkami, z których najistotniejszym jest jednoznaczne zacytowanie bazonimu. Reguła ta obowiązuje od 2007.

### Zapis nowej kombinacji w botanice i w zoologii

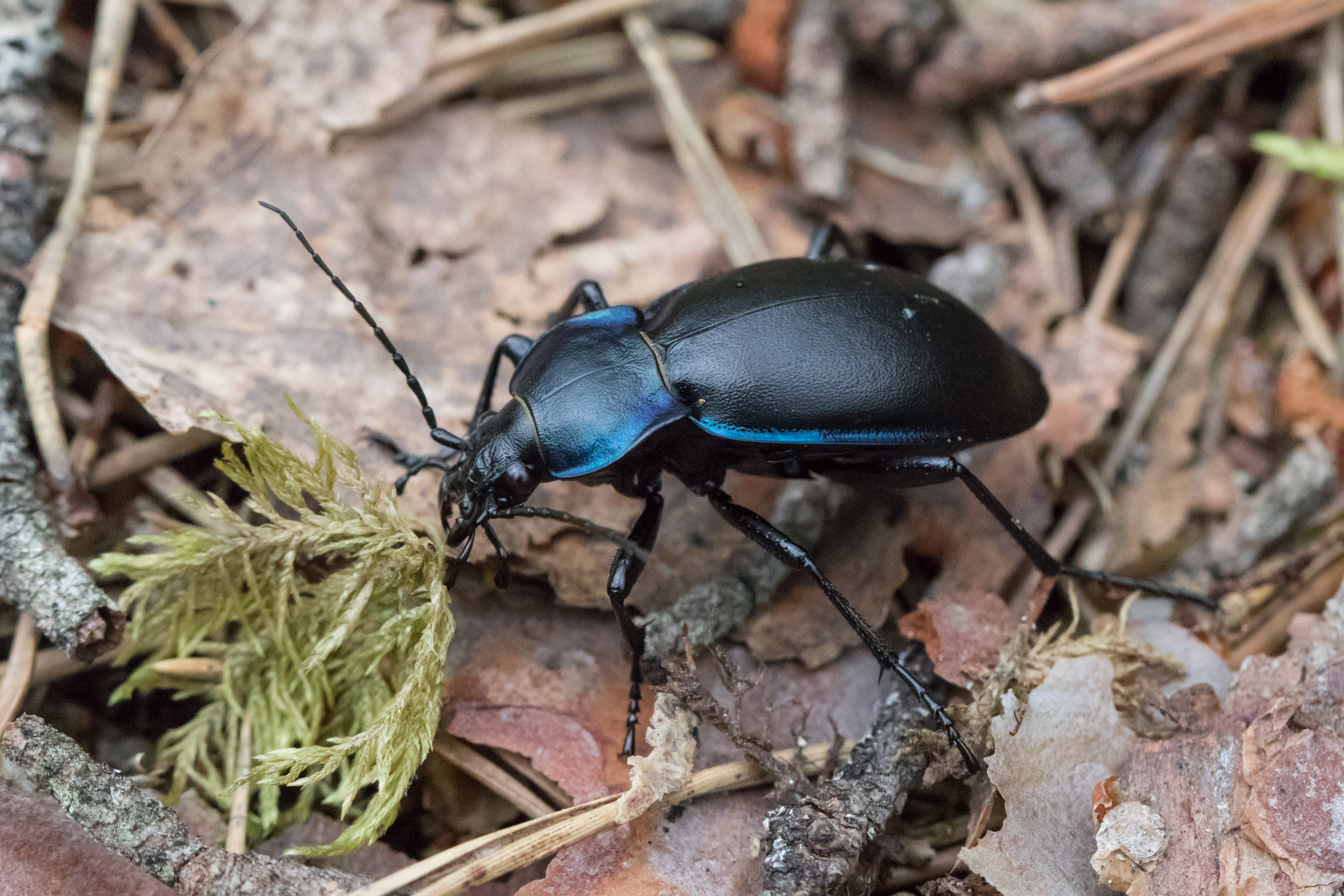
Biegacz fioletowy (Carabus violaceus)

Według zasad nomenklatury botanicznej podaje się nazwiska (lub skróty nazwisk) obu autorów (tego, który opisał gatunek po raz pierwszy, oraz tego, który wprowadził przyjmowaną obecnie kombinację). Na przykład: 
- zapis Cetraria islandica (L.) Ach. oznacza, iż gatunek ten opisał jako pierwszy Linneusz, natomiast do rodzaju Cetraria przeniósł go Acharius[21];
- zapis Ranunculus flammula L. oznacza, iż obecnie przyjmuje się, że gatunek ten należy do rodzaju Ranunculus, podobnie jak uważał Linneusz, autor pierwotnego opisu[22].

Według zasad nomenklatury zoologicznej podaje się jedynie autora pierwszego opisu danego gatunku, natomiast jeśli oryginalna nazwa została zrekombinowana, jego nazwisko bierze się w nawias (nie podaje się autora nowej kombinacji). Na przykład:
- zapis Cryptocephalus sericeus (Linnaeus, 1758) oznacza, że gatunek ten został pierwotnie opisany w obrębie innego rodzaju[23];
- zapis Carabus violaceus Linnaeus, 1758 oznacza, że gatunek ten został pierwotnie opisany w obrębie rodzaju Carabus, w którym się go umiejscawia również obecnie[24][25].

### Aspekt praktyczny

#### Język łaciński (nazewnictwo naukowe)

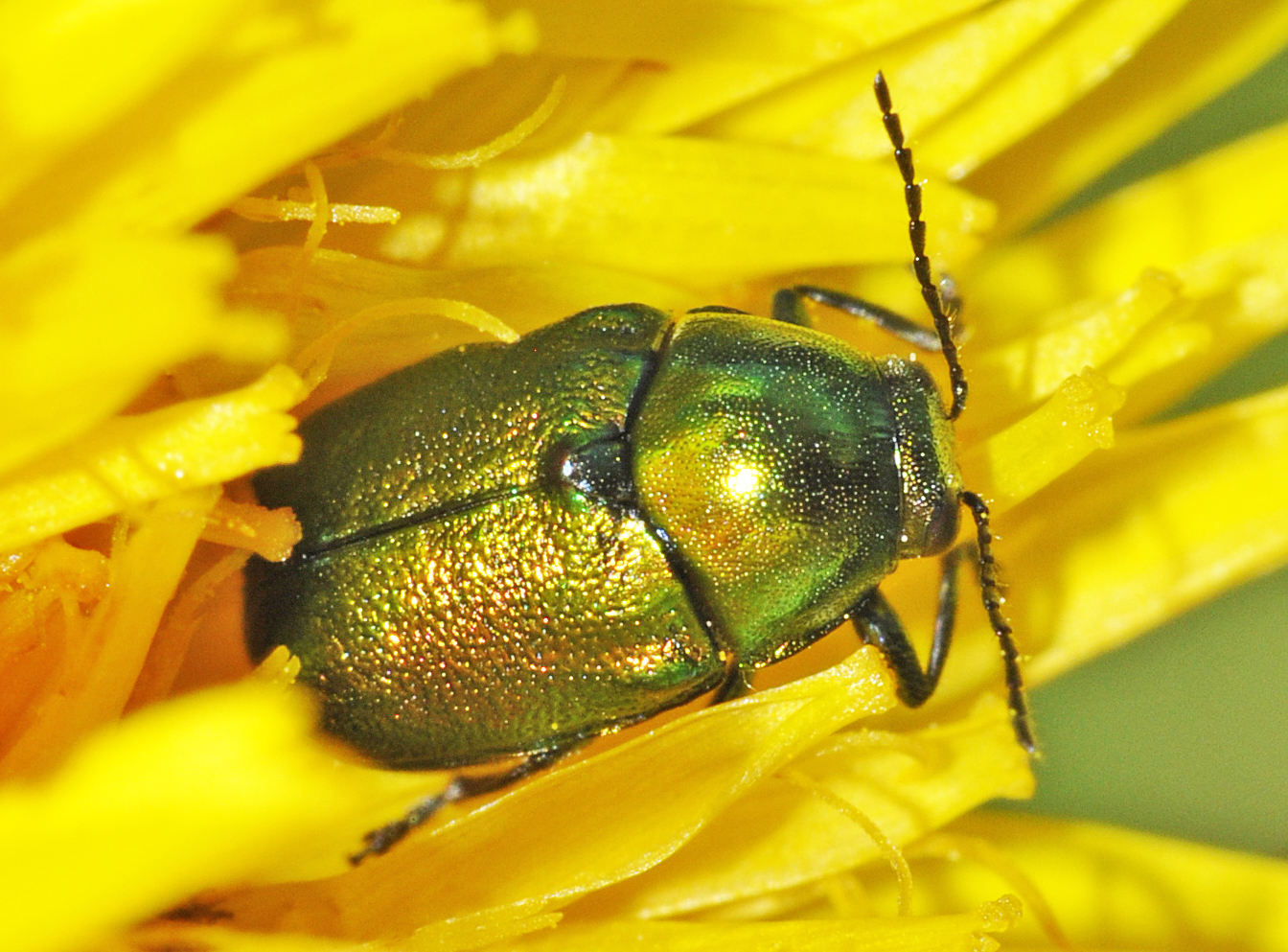
Zmróżka złotawa (Cryptocephalus sericeus), chrząszcz z rodziny stonkowatych (Chrysomelidae)

Przy reorganizacji nazw należy przestrzegać reguł gramatyki łacińskiej, przede wszystkim odnosi się to do zachowania zgody przymiotnikowego epitetu gatunkowego z rodzajem gramatycznym nazwy rodzajowej. Na przykład:
- Lichen islandicus L. ≡ Cetraria islandica L. (Ach.): 
  - porost (Lichen, rodzaj męski) islandic-us, „islandzk-i”;
  - płucnica (Cetraria, rodzaj żeński) islandic-a, „islandzk-a”[21];
- Chrysomela sericea Linnaeus, 1758 ≡ Cryptocephalus sericeus (Linnaeus, 1758):
  - Chrysomela (stonka, rodzaj żeński) serice-a, „jedwabist-a”;
  - Cryptocephalus (zmróżka, po łacinie rodzaj męski) serice-us, „jedwabist-y”[23];
- Halictus rufitarsis Zetterstedt, 1838 ≡ Lasioglossum rufitarse (Zetterstedt, 1838)[26]:
  - smuklik (Halictus, rodzaj męski) rufitars-is, „rdzawostop-y”;
  - pseudosmuklik (Lasioglossum, po łacinie rodzaj nijaki) rufitars-e, „rdzawostop-e”[27].

#### Języki nowożytne (nazewnictwo wernakularne)

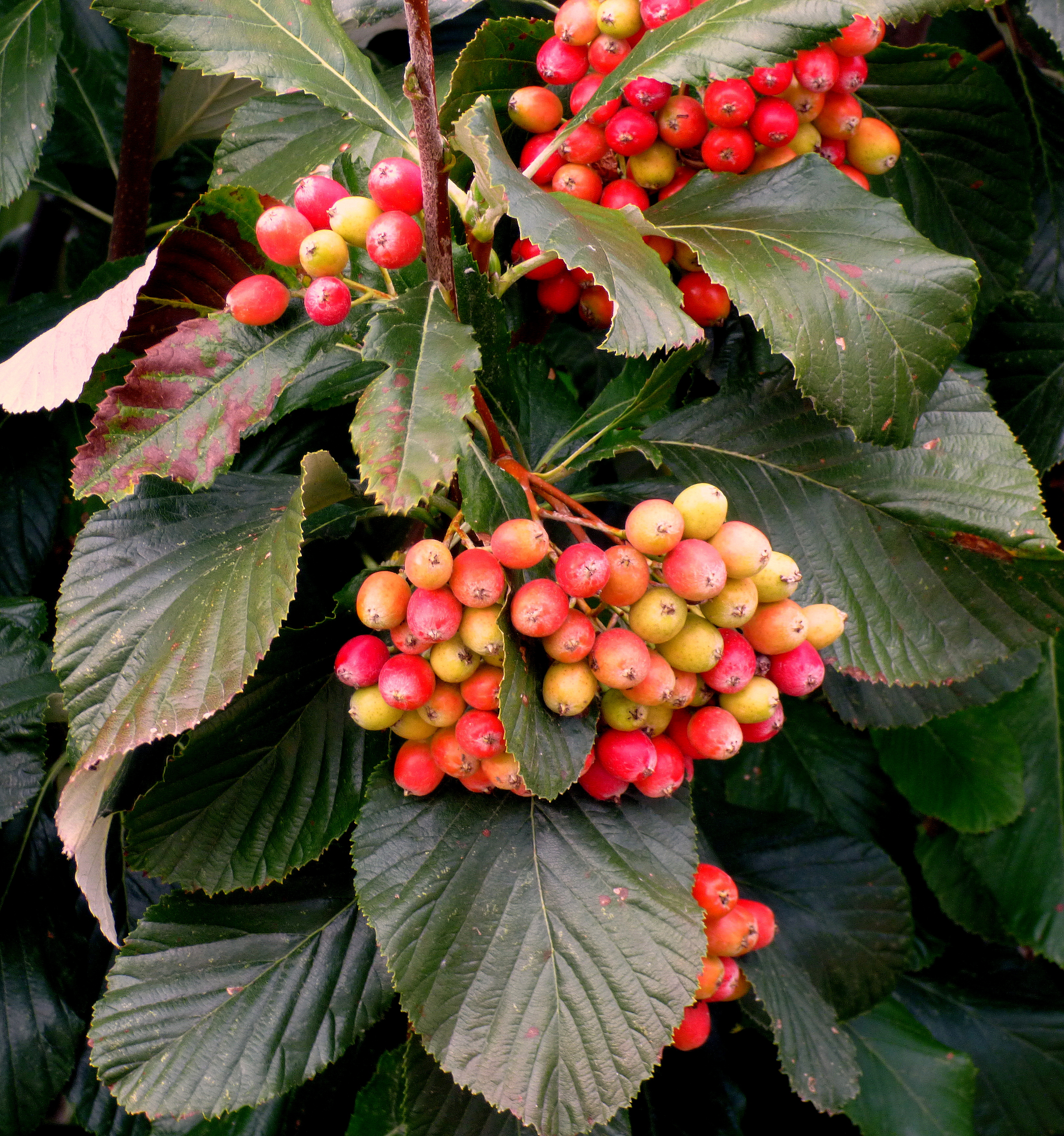
Mąkinia (Sorbus aria s.l.)

W większości języków nowożytnych (angielski, francuski, niemiecki) nowe kombinacje nazw naukowych (łacińskich) nie mają wpływu na nazewnictwo wernakularne (w jezykach żywych). Tak na przykład angielska nazwa jarząbu mącznego (mąkini) brzmi common whitebeam, niezależnie od tego, czy dany autor przyjmuje szerokie czy wąskie ujęcie rodzaju Sorbus. W pierwszym przypadku (Sorbus s.l., Aria ma rangę podrodzaju) poprawną nazwą omawianego gatunku jest Sorbus aria (L.) Crantz. W drugim przypadku (Sorbus s.s., Aria ma rangę rodzaju) poprawną nazwą jest Aria edulis (Willd.) M.Roem. Dwóm nazwom naukowym (odpowiadającym różnym podejściom taksonomicznym) odpowiada jedna nazwa angielska.
W nazewnictwie polskim natomiast niekiedy stosuje się zasadę, że każdej zmianie nomenklatury naukowej powinna odpowiadać zmiana nomenklatury polskiej: przykładem zastosowana tej zasady było opracowanie polskich nazw wszystkich gatunków ssaków z całego świata. Podejście takie bywało krytykowane ze względu na to, iż istnieje „tylko jedna naukowa nomenklatura taksonomiczna i nie ma potrzeby jej tłumaczenia na każdy z języków narodowych z osobna”, a uczenie się podwójnej nomenklatury (polskiej i naukowej) jest „zbytecznym obciążeniem pamięci”. Zalecano też umiar w stosowaniu nazewnictwa polskiego tak, by obejmowało ono „głównie nazwy utrwalone oraz powszechnie przyjęte” (innymi słowy, by unikano tworzenia neologizmów, których szanse zaistnienia w żywym języku są niewielkie, a z drugiej strony nie usuwano nazw zakorzenionych w tradycji językowej): różnorodność nazewnictwa nie jest celem samym w sobie.

### Inne
Nowe kombinacje czasami wprowadzane są jednocześnie w dużej liczbie. Tak na przykład szwedzki botanik Stefan Ericsson, w związku ze zmianą podejścia do mikrogatunków apomiktycznych jaskrów różnolistnych (dawniej opisywanych w randze podgatunków, obecnie w randze gatunków) zestawił wszystkie nazwy mikrogatunków ze Skandynawii, wprowadzając w jednej pracy 637 nowych kombinacji (zmiana rangi z podgatunku na gatunek bez zmiany epitetu dla 615 taksonów, ponadto 22 zmiany rangi połączone ze zmianą epitetu konieczną ze względów formalnych).